# Альбинизм у людей
Альбини́зм — редкое, генетически наследуемое заболевание, характеризующееся у человека полным или частичным отсутствием пигмента (меланина) в волосах, коже и глазах. Альбинизм связан с рядом дефектов зрения, таких как светобоязнь, нистагм и амблиопия. Отсутствие пигментации кожи делает её более восприимчивой к солнечным ожогам и раку кожи. В редких случаях, таких как синдром Чедиака — Хигаси , альбинизм может быть связан с недостатком транспорта гранул меланина. Это также влияет на основные гранулы, присутствующие в иммунных клетках, что приводит к повышенной восприимчивости к инфекции. Лечение при альбинизме паллиативное, симптоматическое. Отсутствие меланина, который является центральным фактором альбинизма, лечению не поддаётся.
Причиной заболевания является повреждение тирозиназы — фермента, который осуществляет синтез меланина.
Термин происходит от латинского слова albus — «белый».

## Признаки и симптомы

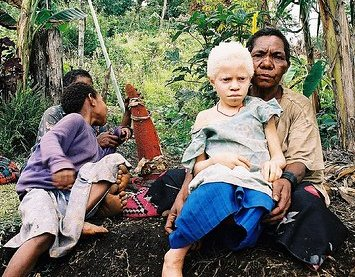
Девушка с альбинизмом из Папуа-Новой Гвинеи

Существует два основных типа альбинизма: глазокожный, поражающий глаза, кожу и волосы, и глазной, поражающий только глаза.
Существуют различные типы глазокожного альбинизма в зависимости от того, какой ген претерпел мутацию. У некоторых вообще нет пигмента. Другой конец спектра альбинизма — это форма альбинизма, называемая рыжим глазокожным альбинизмом, который обычно поражает темнокожих людей.
Согласно данным Национальной Организации по альбинизму и гипопигментации, «при глазном альбинизме цвет радужной оболочки глаза может варьироваться от синего до зелёного или даже коричневого, а иногда и темнеет с возрастом. Однако, когда офтальмолог исследует глаз, направляя свет со стороны глаза, свет сияет обратно через радужную оболочку, так как присутствует очень мало пигмента».
Поскольку у людей с альбинизмом кожа полностью лишена меланина, который помогает защитить кожу от ультрафиолетового излучения Солнца, их кожа может легче обгорать от чрезмерного воздействия.
Человеческий глаз обычно производит достаточно пигмента, чтобы окрасить радужку в синий, зелёный или коричневый цвет и придать глазу непрозрачность. На фотографиях люди с альбинизмом чаще демонстрируют «красный глаз», поскольку красный цвет сетчатки виден через радужную оболочку. Недостаток пигмента в глазах также приводит к проблемам со зрением, как связанным, так и не связанным с фоточувствительностью.
Люди с альбинизмом, как правило, так же здоровы, как и остальная часть населения (но смотрите соответствующие расстройства), причем рост и развитие происходят нормально, и альбинизм сам по себе не вызывает смертности, хотя отсутствие пигмента, блокирующего ультрафиолетовое излучение, увеличивает риск рака кожи и других проблем.

### Проблемы со зрением
Развитие зрения сильно зависит от наличия меланина. По этой причине уменьшение или отсутствие этого пигмента у людей с альбинизмом может привести к:
- Неправильному прорастанию ретиногенных проекций, приводящему к аномальному пересечению волокон зрительного нерва[6].
- Светобоязни и снижению остроты зрения из—за рассеяния света внутри глаза (окулярный рассеянный свет)[6], светобоязнь возникает именно тогда, когда свет попадает в глаз, неограниченно — с полной силой. Это болезненно и вызывает крайнюю чувствительность к свету.
- Снижению остроты зрения из-за гипоплазии фовеальной ткани и, возможно, вызванного светом повреждения сетчатки[6].

Глазные заболевания распространенные при альбинизме включают в себя:
- Нистагм — нерегулярное быстрое движение глаз взад-вперед или круговыми движениями.
- Амблиопия — снижение остроты зрения одного или обоих глаз.
- Гипоплазия зрительного нерва — недоразвитие зрительного нерва.

Неправильное развитие пигментного эпителия сетчатки, который в нормальных глазах поглощает большую часть отраженного солнечного света, еще больше усиливает блики из-за рассеяния света внутри глаза. Возникающая чувствительность (светобоязнь) обычно приводит к дискомфорту при ярком свете, но это может быть уменьшено с помощью солнцезащитных очков.

## Распространенность
Альбинизм поражает людей всех этнических групп; по оценкам, его частота во всем мире составляет примерно один случай из 17 000. Распространенность различных форм альбинизма варьируется в зависимости от численности населения и в целом наиболее высока среди лиц африканского происхождения, проживающих в странах Африки к югу от Сахары. Сегодня распространенность альбинизма в странах Чёрной Африки составляет около 1 из 5000, в то время как в Северной Америке и Европе ту или иную форму альбинизма имеет каждый из 17 000−20 000 человек. В Танзании им затронут 1 человек из 1 400, а распространенность по некоторым группам населения в Зимбабве и южной части Африки, как сообщается, составляет 1 человек на 1000.
Некоторые этнические группы и популяции в изолированных районах проявляют повышенную восприимчивость к альбинизму, предположительно из-за генетических факторов. К ним относятся, в частности, индейские племена Куна, Зуни и Хопи; Япония, в которой одна конкретная форма альбинизма необычно распространена; и остров Укереве, население которого демонстрирует очень высокую распространенность альбинизма.

## Преследование людей с альбинизмом
Люди с альбинизмом часто сталкиваются с социальными и культурными проблемами (даже угрозами), поскольку это отличие часто является источником насмешек, дискриминации или даже запугивания и насилия.
В таких африканских странах, как Танзания, Бурунди и Малави, в последние годы наблюдается беспрецедентный рост связанных с колдовством убийств людей с альбинизмом, поскольку их части тела используются в зельях, продаваемых колдунами. Многочисленные инциденты произошли в Африке в течение XXI века. Например, в Танзании в сентябре 2009 года трое мужчин были осуждены за убийство 14-летнего мальчика-альбиноса и отрубание ему ног, чтобы продать их для колдовских целей. Американское Национальное географическое общество подсчитало, что в Танзании полный набор частей тела альбиноса стоит 75 000 долларов США.
Ещё одно ложное убеждение состоит в том, что секс с женщиной-альбиносом излечит мужчину от ВИЧ. Это приводит (в частности, в Зимбабве) к изнасилованиям и распространению ВИЧ-инфекции через заражение изнасилованных.
В наличии имеется мало информации из других регионов, таких как Азия, Южная Америка, Тихий океан и т. д. Однако, по некоторым сообщениям, в Китае и других азиатских странах дети-альбиносы сталкиваются с тем, что они покидаются и отторгаются их семьями.